# Amelia von Wallmoden
Amelia von Wallmoden, hrabina Yarmouth (ur. 1 kwietnia 1704, zm. 19 lub 20 października 1765) – główna kochanka Jerzego II, króla Wielkiej Brytanii od połowy lat trzydziestych do jego śmierci w 1760 roku. Pochodząca z prominentnej rodziny Elektoratu Hanoweru i poślubiona członkowi innej, w 1740 roku została wyniesiona do godności hrabiny Yarmouth jako ostatnia królewska kochanka obdarzona szlacheckim tytułem. Pozostała w Anglii aż do śmierci króla Jerzego II w 1760 roku, po czym wróciła do Hanoweru, gdzie mieszkała do swojej śmierci, przeżywszy króla zaledwie o pięć lat.

## Życiorys
Urodziła się 1 kwietnia 1704 roku jako Amelia Zofia Marianna von Wendt, córka hanowerskiego generała Johanna Franza Dietricha von Wendt i jego żony Fryderyki Charlotty von dem Bussche-Ippenburg, która należała do jednej z linii rodu von dem Bussche. Jej ciotką była Melusine von der Schulenburg, księżna Kendal. W 1727 roku została żoną Gottlieba Adama von Wallmoden, któremu urodziła syna, Franza Ernsta von Wallmoden. Na początku 1738 roku została opisana w liście Charlesa, wicehrabiego Townshend, jako kształtna brunetka z pięknymi czarnymi oczami, ani nazbyt wysoka, ani za niska, mająca niewyróżniające się rysy, ale sprawiająca bardzo sympatyczne wrażenie.
Jerzy II zainteresował się hrabiną Wallmoden w 1735 roku podczas swojej wizyty w Hanowerze, gdzie mieszkała z mężem. W następnym roku wydała na świat syna, znanego jako Johann Ludwig von Wallmoden, który według powszechnej opinii miał być nieuznanym oficjalnie nieślubnym synem króla. W 1738 roku Jerzy II ponownie odwiedził Hanower, by spotkać się ze swoją kochanką, co było tak oczywiste, że sam Samuel Johnson uwiecznił to w satyrze w wierszu „Londyn”. Król zaprzestał wizyt do ojczyzny po śmierci swojej żony Karoliny z Ansbachu w listopadzie 1737 roku, nakazując hrabinie Wallmoden, aby dołączyła do niego w Londynie, ale nawet to nie położyło kresu niezadowoleniu Johnsona, który w 1739 roku pisał złośliwie o związku monarchy z Wallmoden: jego udręczeni synowie powinni zginąć przed jego obliczem, gdy kładzie się z nią w uścisku zbrodniczem.
W 1739 roku Amelia von Wallmoden rozwiodła się ze swoim mężem. W 1740 roku została naturalizowaną Angielką i otrzymała niedziedziczny tytuł hrabiny Yarmouth. Patent nadający jej szlachectwo określa ją jako Amelię Zofię von Wallmoden, aby przesłonić kwestię jej stanu cywilnego. Horacy Walpole wskazywał, że jej głównym celem było zadowolenie króla, chociaż podobno miała okazywać zainteresowanie kreacjami parowskimi, rzekomo odgrywając znaczącą rolę w mianowaniu Stephena Fox-Strangwaysa baronem Ilchester w 1741 roku oraz podniesieniem Jacoba des Bouverie do godności wicehrabiego Folkestone w 1747 roku.
Po śmierci króla 25 października 1760 roku Amelia von Wallmoden powróciła do Hanoweru, gdzie zmarła 19 lub 20 października 1765 roku na raka piersi w wieku sześćdziesięciu jeden lat.